# Art Bulla
Art Bulla es el fundador de La Iglesia de Jesucristo, un grupo cismático del Movimiento de los Santos de los Últimos Días organizado en 1983.
Bulla se convirtió al mormonismo y se unió a la Iglesia de Jesucristo de los Santos de los Últimos Días en 1970. A principios de los noventa, empezó a enseñar a otros Santos de los Últimos Días que él era "Un poderoso y fuerte que Joseph Smith, Jr. profetizó que vendría para poner la iglesia en orden". En 1983, Bulla organizó La Iglesia de Jesucristo en Salt Lake City (Utah). Fue entrevistado en la película antimormona The God Makers II con el título de "Profeta Mormón" debajo de su nombre.
Bulla continúa con sus demandas en 2011.